# Vážany (Vyškovi járás)
Vážany település Csehországban, Vyškovi járásban. Vážany Bohdalice-Pavlovice, Prusy-Boškůvky, Orlovice, Kučerov és Kozlany településekkel határos. Lakosainak száma 446 fő (2024. január 1.).

## Népesség
A település lakosságának változását az alábbi diagram mutatja:
| Lakosok száma | 552  | 558  | 689  | 609  | 487  | 415  | 447  | 461  | 452  | 446  |
|               | 1869 | 1890 | 1921 | 1950 | 1980 | 2001 | 2017 | 2019 | 2022 | 2024 |